# Апакапур
Апакапур (устар. «Апака-Пур») — река России, протекает по территории Пуровского района Ямало-Ненецкого АО. Впадает слева в реку Вынгапур в 131 км от её устья. Длина реки — 174 км, площадь водосборного бассейна — 2100 км². Гидроним восходит к лесн. нен. Апака’ пюљ — «бурлящая река Апаки», где «Апака» — это мужское имя собственное.

## Притоки
(км от устья)
- 54 км: Чучуяха
- 67 км: Эделяяха
- 84 км: Паткутояха
- 120 км: Нюча-Хульмыяха
- 129 км: Хульмыяха
- 132 км: Худяяха
- 136 км: Нерояха

## Данные водного реестра
По данным государственного водного реестра России относится к Нижнеобскому бассейновому округу, водохозяйственный участок реки — Пур, речной подбассейн реки — подбассейн отсутствует. Речной бассейн реки — Пур.
Код объекта в государственном водном реестре — 15040000112115300056032.